# William Wilson Corcoran
William Wilson Corcoran, född 27 december 1798, död 24 februari 1888, var en amerikansk finansman och filantrop.
Corcoran var 1840-1854 delägare i en bankfirma, genom vilken han under kriget med Mexiko 1846-1847 emitterade statslån och lade grunden till sin förmögenhet. Genom en donation av Corcoran skapades Corcoran Gallery of Art i Washington. Därutöver skänkte han mer än 4 miljoner dollar till olika läroanstalter, kyrkor, sjukhem med mera.